# مایت ماکاناس
مایت گومز ماکاناس (۷ مارس ۱۹۸۴ مورسیا، اسپانیا)، که تحت نام مایت اجرا می‌کند، خواننده اسپانیایی است. او یازدهمین فینالیست سری پنجم واقعیت تلویزیونی عملیات پیروزی بود. در دوران کودکی پیانو می‌نواخت و در حدود ۱۶ سالگی شروع به خواندن حرفه ای کرد. او حدود دو سال در یک آکادمی پیانو خواند، در ارکسترها آواز خواند و چندین نوار دمو نیز ضبط کرد. او همچنین برنده چندین جشن در شهر زادگاهش، مورسیا شد. در ۲۰ سالگی در رشته گردشگری تحصیل کرد.

## آهنگشناسی
| آلبوم                       | اطلاعات |
| --------------------------- | --- |
| عملیات پیروزی ۲۰۰۶: گالاس   | گالا ۰ - "آدلانته" - "Voy A Vivir" گالاس ۱ و ۲ - "Lo Echamos A Suertes" (دوئت با ونسا گونزالس) - "Tu Corazón" (دوئت با خوزه گالیستئو) گالاس ۳ و ۴ - «خطای تو پیور» (دوئت با سارای رامیرز) - «دوران تو» گالاس ۵ و ۶ - ترزا (دوئت با اوا کارراس) - «وا تودو الگانادور» گالاس ۷ و ۸ - "Profundo Valor" |
| عملیات پیروزی ۲۰۰۶: آدلانته | سی دی ۱ 1. "آدلانته" (با همه) 2. "دوس مارس" (با همه) 3. "آبریندو کامینوس" (با همه و دیگو تورس) 4. "Volver A Sentir" (دوئت با خورخه گونزالس) 5. "Silencio" (با همه و دیوید بیسبال) سی دی ۲ - 16. "Lo Echamos A Suertes" (دوئت با ونسا گونزالس)                                                       |